# Cephalodella tecta
Cephalodella tecta är en hjuldjursart som beskrevs av Donner 1950. Cephalodella tecta ingår i släktet Cephalodella och familjen Notommatidae. Inga underarter finns listade i Catalogue of Life.